# Остерштедт
Остерштедт (нем. Osterstedt) — община в Германии, в земле Шлезвиг-Гольштейн. 
Входит в состав района Рендсбург-Экернфёрде. Подчиняется управлению Хоэнвештедт-Ланд.  Население составляет 644 человека (на 31 декабря 2010 года). Занимает площадь 10,95 км².